# Гримшоу, Кристи
Кри́сти Луи́за Гри́мшоу (англ. Christy Louise Grimshaw; род. 8 ноября 1995, Керколди, Файф) — шотландская футболистка, полузащитник итальянского клуба «Милан» и сборной Шотландии.

## Клубная карьера

### «Абердин»
Начала свою клубную карьеру в команде Дисайд, после чего в 2011 году перешла в «Абердин», за который дебютировала в Шотландской женской Премьер-лиге в возрасте 17 лет. В 2014 году переехала в Майами для учёбы в университете Барри, где в течение пяти лет выступала за футбольную команду «Барри Бакканирс».

### «Мец»
По окончании учёбы, в июле 2019 года подписала контракт с клубом французского женского Дивизиона 1 «Мец». 24 августа 2019 года дебютировала за «Мец» в выездном матче женского Дивизиона 1 против «Генгама» (0:2), выйдя в стартовом составе. 12 октября 2019 года забила свой первый мяч за «Мец» в ворота «Марселя», открыв счёт в матче на 23-й минуте (1:3). Команда по итогам сезона 2019/20, который был приостановлен и не доигран из-за распространения пандемии COVID-19 во Франции, выбыла в Дивизион 2, заняв последнее 12-е место в чемпионате. Всего в составе «Меца» провела 14 матчей (13 в женском Дивизионе 1 и 1 в Кубке Франции) и забила 1 мяч.

### «Милан»
16 июля 2020 года перешла в клуб итальянской Серии А «Милан», подписав с ним контракт сроком на один год. 23 августа 2020 года дебютировала за новую команду в матче 1-го тура Серии А против «Флоренции» (1:0), выйдя в стартовом составе. В следующем матче, 29 августа 2020, забила свои первые голы за «Милан» в Серии А, отметившись дублем в ворота «Сан-Марино» (4:0) на 30-й и 45-й минутах. В январе 2021 года играла в полуфинале Суперкубка Италии 2020, но «Милан» уступил «Фиорентине» 1:2. По итогам сезона 2020/21 «Милан» финишировал на 2-м месте в Серии А, выиграв серебряные медали чемпионата, а также впервые в истории квалифицировался в Лигу чемпионов УЕФА. В розыгрыше Кубка Италии 2020/21 пробилась с командой в первый в истории клуба финал национального кубка, в котором «Милан» сыграл с «Ромой» вничью 0:0, а в серии послематчевых пенальти уступил со счётом 3:4 (Гримшоу свой удар не реализовала). Всего в сезоне 2020/21 провела за «Милан» 27 поединков во всех турнирах (22 в Серии А, 6 в Кубке Италии и 1 в Суперкубке), в которых отметилась 2 мячами.
25 мая 2021 года продлила контракт с «Миланом» сроком на один год. 17 августа 2021 года дебютировала в еврокубках за «Милан»  против швейцарского «Цюриха» (2:1) в матче первого отборочного раунда Лиги чемпионов УЕФА сезона 2021/2022, в котором, выйдя на 73-й минуте на замену Рефилоу Джейн, отличилась голевой передачей на Валентину Джачинти на 82-й минуте игры.

## Карьера в сборной
31 мая 2021 года главный тренер сборной Шотландии Стюарт Макларен впервые вызвал Гримшоу для участия в товарищеских матчах против сборных Северной Ирландии и Уэльса. 10 июня 2021 года в возрасте 25 лет дебютировала в сборной Шотландии в выездном матче против сборной Северной Ирландии, выйдя на замену Клэр Эмсли на 90-й минуте. 21 сентября 2021 года забила свой первый гол за сборную Шотландии в матче отборочного турнира к чемпионату мира 2023 в ворота сборной Фарерских островов.

## Статистика

### Клубная
| Выступление      | Выступление      | Выступление      | Чемпионаты | Чемпионаты | Кубки | Кубки | Суперкубок | Суперкубок | Еврокубки | Еврокубки | Итого | Итого |
| Клуб             | Лига             | Сезон            | Игры       | Голы       | Игры  | Голы  | Игры       | Голы       | Игры      | Голы      | Игры  | Голы  |
| ---------------- | ---------------- | ---------------- | ---------- | ---------- | ----- | ----- | ---------- | ---------- | --------- | --------- | ----- | ----- |
| Мец              | Дивизион 1       | 2019/20          | 13         | 1          | 1     | 0     | 0          | 0          | —         | —         | 14    | 1     |
| Мец              | Итого            | Итого            | 13         | 1          | 1     | 0     | 0          | 0          | —         | —         | 14    | 1     |
| Милан            | Серия А          | 2020/21          | 20         | 2          | 6     | 0     | 1          | 0          | —         | —         | 27    | 2     |
| Милан            | Серия А          | 2021/22          | 5          | 1          | 0     | 0     | 0          | 0          | 2         | 0         | 7     | 1     |
| Милан            | Итого            | Итого            | 25         | 3          | 6     | 0     | 1          | 0          | 2         | 0         | 34    | 3     |
| Всего за карьеру | Всего за карьеру | Всего за карьеру | 38         | 4          | 7     | 0     | 1          | 0          | 2         | 0         | 48    | 4     |

### Выступления за сборную
| № | Дата             | Оппонент          | Счёт | Голы | Пасы | Карточки | Минуты | Соревнование             |
| - | ---------------- | ----------------- | ---- | ---- | ---- | -------- | ------ | ------------------------ |
| 1 | 10 июня 2021     | Северная Ирландия | 1:0  | —    | —    | —        | 1'     | Товарищеский матч        |
| 2 | 15 июня 2021     | Уэльс             | 1:0  | —    | —    | —        | 57'    | Товарищеский матч        |
| 3 | 17 сентября 2021 | Венгрия           | 1:0  | —    | —    | —        | 77'    | Отборочные матчи ЧМ-2023 |
| 4 | 21 сентября 2021 | Фарерские острова | 7:1  | 39′  | —    | —        | 79'    | Отборочные матчи ЧМ-2023 |
| 5 | 22 октября 2021  | Венгрия           | 2:1  | 42′  | —    | —        | 64'    | Отборочные матчи ЧМ-2023 |

Итого: 5 матчей, 2 гола / 5 побед, 0 ничьих, 0 поражений.

## Достижения

### Командные
«Милан»
- Серебряный призёр чемпионата Италии: 2020/21[10]
- Финалист Кубка Италии: 2020/21[11]